# Solter rothschildi
Solter rothschildi är en insektsart som beskrevs av Navás 1913. Solter rothschildi ingår i släktet Solter och familjen myrlejonsländor. Inga underarter finns listade i Catalogue of Life.